# Imbrius diehli
Imbrius diehli är en skalbaggsart som beskrevs av Hüdepohl 1989. Imbrius diehli ingår i släktet Imbrius och familjen långhorningar. Inga underarter finns listade i Catalogue of Life.